# Castello di Caneva

## Storia
Il castello medievale di Caneva, secondo alcuni studiosi, è stato edificato nei pressi di una precedente torre di avvistamento romana, costruzione comune nei colli pedemontani del Veneto e del Friuli, derivata a sua volta forse da un castelliere paleo-veneto.
Probabilmente il colle su cui si erge il castello e l'area sottostante erano già abitate nell'Alto Medioevo, ma di quest'epoca poco si conosce.
Dal 1034 il castello compare tra i possedimenti della Chiesa di Aquileia: fu concesso dall'imperatore Corrado II al patriarca Poppone per contrastare gli Ungari, popolazione che verso il Mille si dirigeva verso il Veneto. Ambíto da diversi nobili friulani, trevigani e addirittura padovani per la sua posizione strategica, il castello fu punto cruciale di molti dei combattenti tra le truppe patriarcali e quelle della marca trevigiana; uno dei momenti più difficili fu un assedio, da parte dei trevigiani, che durò più di quindici giorni e che si concluse con devastazioni e morti.
Il castello, dopo la sottomissione alla Serenissima (1419), venne mantenuto efficiente tanto da resistere all'assedio dei Turchi (1499). Questa informazione ci perviene dai registri della pieve di Caneva, che riportano anche l'incendio del Castelat di Villa di Villa (Cordignano) e l'invasione turca della pianura tra Veneto e Friuli. Dal XVII secolo cominciò il declino del castello e oggi dell'antico maniero rimangono solo resti dei muraglioni della cinta di difesa e di alcune torri. Al centro della diroccata cinta muraria c'è la chiesa di Santa Lucia, dell'XI secolo, con la torre campanaria. All'interno della chiesa ci sono affreschi rinascimentali, tra cui uno statico San Lorenzo entro una nicchia dipinta del pittore Pietro Gorizio.